# Linje H (1972-1979)
|  | Den artikel omhandler en nedlagt S-togslinje. For den nuværende linje se Linje H. |
Linje H var en S-togs-linje i København, der eksisterede fra 1972 til 1979. Oprindeligt kørte den mellem Ballerup og Østerport, men den blev forlænget fra Østerport til Farum, da Hareskovbanen blev S-bane i 1977.
Linjen kørte hvert 20. minut i hele driftstiden fra tidlig morgen til midnat hele ugen. Fra starten blev den betjent af de nye røde 2. generations S-tog. Indtil sommeren 1975 kørte de ældre vinrøde 1. generations S-tog dog også på linjen.

## Historie
Linje H blev oprettet 1. oktober 1972 i forbindelse med en større reform af linjenettet som følge af indvielsen af den første etape af Køge Bugt-banen. Den nye linje kom der ikke til at køre der men derimod på Frederikssundsbanen, hvor der kørtes fra Ballerup til Østerport med stop ved alle stationer undervejs. Linjen overtog derved linje Cs hidtidige opgave som hovedlinje på Frederikssundsbanen. Linje C kørte dog stadig som supplement (Ballerup - Vanløse dog kun på hverdage), hvortil kom linje Cx i myldretiderne. Fra starten var det tanken, at linje H også skulle betjene Hareskovbanen, når den blev omstillet til S-bane. Indtil da fik linjen dog endestation ved en nyanlagt perron syd for Østerport.
Hareskovbanen var oprindeligt åbnet 20. april 1906 som privatbanen København-Slangerup Banen mellem Lygten Station på Nørrebro og Slangerup. Banen havde det problem, at den endte et stykke udenfor Indre By, og derfor taltes der flere gange om at føre den ind til centrum, f.eks. som hurtigsporvej eller tunnelbane. Banen blev overtaget af DSB 1. april 1948, men umiddelbart skete der ikke ret meget andet, end at den blev afkortet fra Slangerup til Farum 22. maj 1954. 17. maj 1961 blev det imidlertid vedtaget ved lov at elektrificere banen, idet det var tanken samtidig at etablere en forbindelsesbane fra Svanemøllen til Lygten, hvor togene så kunne skifte retning, før de fortsatte til Farum. På sigt skulle forbindelsesbanen erstattes af en tilslutning til de ligeledes planlagte tunnelbaner. De blev imidlertid ikke til noget, og samtidig viste det sig, at forholdsvis få af Hareskovbanens passagerer faktisk havde ærinde på Nørrebro. Derfor ændredes loven 3. marts 1971, så kørslen til Lygten blev opgivet, og den nye forbindelsesbane i stedet fik direkte tilslutning til Hareskovbanen ved Emdrup. Den nye forbindelse blev taget i brug 25. april 1976, hvor de dieseldrevne persontog på Hareskovbanen blev omlagt til Svanemøllen.
Endelig i 1977 kunne man så afslutte 16 års anlægsarbejder med elektrificering og anlæg af dobbeltspor. Samtlige stationer var blevet ombygget, halvdelen flyttet og en ny anlagt i Emdrup. Til de mere omfattende indgreb hørte en ny Svanemøllen Station, hvor man desuden anlagde en ca. 480 m lang tunnel til det nordlige spor for at give en niveaufri udfletning. Indvielsen blev foretaget af trafikminister Kjeld Olesen 24. september 1977, før den daglige drift med S-tog begyndte i forbindelse med køreplansskiftet dagen efter.
Hareskovbanen blev som planlagt betjent af linje H, der blev forlænget fra Østerport til Farum. I forhold til den hidtidige betjening var etableringen af S-banen en klar forbedring. Hvor en tur fra Farum til Nørreport med persontog og skift på Svanemøllen før havde taget 53 min., kunne linje H nu uden skift klare turen på 39 min. Dertil kom at hvor persontogene havde kørt hver halve time på hverdage og hver time om søndagen, så kørte linje H med 20 minutters drift alle dage. Desuden blev linje Bx omlagt til Farum ved samme lejlighed. Den kørte kun i myldretiden og kun med stop ved visse stationer undervejs med det resultat, at den klarede ovennævnte tur på kun 31 min.
Det blev imidlertid ikke længe, at Hareskovbanen og linje H fik glæde af hinanden. 30. september 1979 åbnedes Køge Bugt-banens tredje etape til Solrød Strand, og med den fulgte en ny reform af linjenettet. Her nedlagdes linje H og erstattedes af linje B, der blev omlagt til Farum, mens linje C og en ny linje Cc tog over på Frederikssundsbanen. Linjebogstavet dukkede dog op igen, da den nuværende linje H blev oprettet 31. maj 1987.

## Kronologisk oversigt
| Dato       | Linjeføring                               |
| ---------- | ----------------------------------------- |
| 01-10-1972 | Ballerup - København H - Østerport        |
| 25-09-1977 | Ballerup - København H - Farum            |
| 30-09-1979 | Nedlagt og erstattet af linje B, C og Cc. |